# Marie McDonald

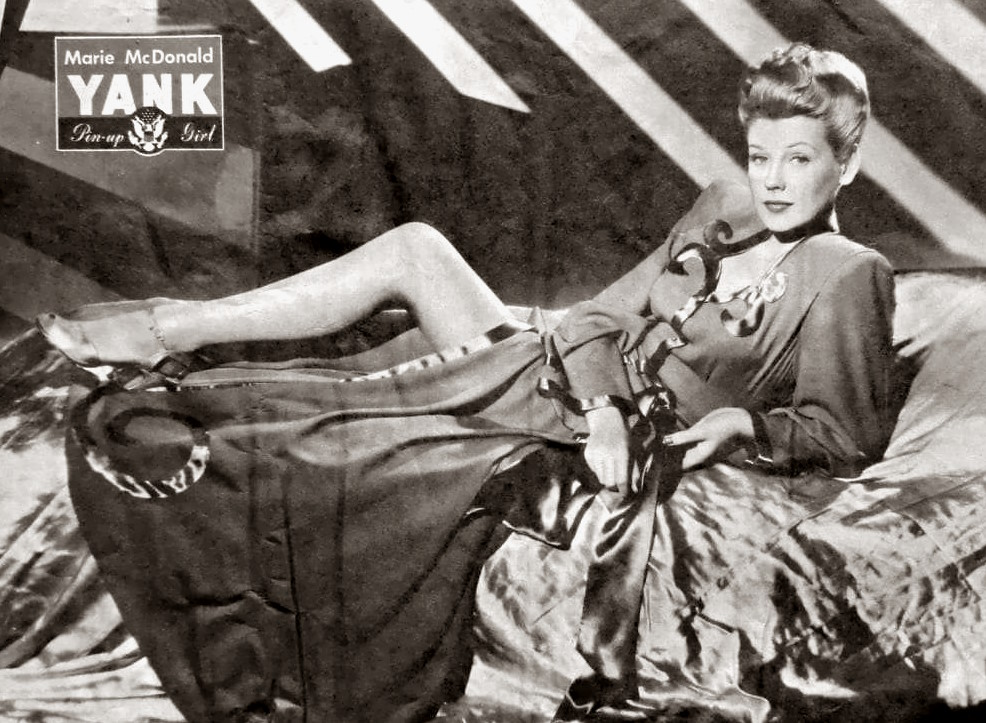
Marie McDonald (1944)

Marie McDonald (* 6. Juli 1923 in Burgin, Kentucky als Cora Marie Frye; † 21. Oktober 1965 in Hidden Hills, Kalifornien) war eine US-amerikanische Schauspielerin, Sängerin und ein Fotomodell.

## Leben
Marie McDonald wurde als Schönheitskönigin unter anderem mit Titeln wie Queen of Coney Island oder Miss New York bedacht. Sie brach die Schule ab, um eine Karriere als Sängerin und Schauspielerin zu einzuschlagen. Anfangs wurde sie jedoch durch Nebenjobs als Tänzerin und Fotomodell bekannt. 1944 erschien sie auf dem Titel des populären Magazin Yank. Anfang der 1940er Jahre konnte sie Verträge mit Filmstudios abschließen. In den darauffolgenden Jahren erhielt sie einige Rollen in B-Movies, von denen Abbott und Costello unter Kannibalen und Promises! Promises! die bekanntesten waren. Ihre Rollen gaben der blonden, kurvenreichen Schauspielerin den Beinamen The Body, der sie durch ihre gesamte Karriere begleiten sollte. Es folgen Auftritte in Nachtclubs und in Las Vegas, mit denen sie Erfolge verzeichnen konnte.
Jedoch stand ihr turbulentes Privatleben, ihre Affären (unter anderem mit Bugsy Siegel) und zahlreichen Ehen im Vordergrund und sorgten für viele kleine Skandalgeschichten in den Klatschmagazinen. In Zusammenarbeit mit Hal Borne erschien 1957 auf RCA Records eine Schallplattenaufnahme.
McDonald starb mit nur 42 Jahren in Folge einer Überdosierung von Schlafmittel. Sie war siebenmal verheiratet und hatte drei Kinder.

## Filmografie (Auswahl)
- 1941: Die ewige Eva (It Started with Eve)
- 1942: Abbott und Costello unter Kannibalen (Pardon My Sarong)
- 1942: Gangsterfalle (Lucky Jordan)
- 1943: Riding High
- 1944: Stehplatz im Bett (Standing Room Only)
- 1944: Our Hearts Were Young and Gay
- 1944: Guest in the House
- 1945: Rausch der Farben (It's a Pleasure)
- 1947: Liebe auf den zweiten Blick (Living in a Big Way)
- 1949: Flitterwochen mit Hindernissen (Tell It to the Judge)
- 1950: Hit Parade of 1951
- 1958: Der Geisha Boy (The Geisha Boy)
- 1963: Promises! Promises!

## Diskografie
- 1957: The Body Sings!